# Успенский район (Краснодарский край)
Успе́нский райо́н — административно-территориальная единица и муниципальное образование (муниципальный район) в составе Краснодарского края России.
Административный центр — село Успенское.

## География
Муниципальный район расположен в юго-восточной части Краснодарского края. На востоке граничит с Кочубеевским районом Ставропольского края, на юге с Отрадненским районом, на западе с Новокубанским районом и с городским округом Армавиром. Площадь территории района составляет — 1129,98 км².
Основные реки района — Кубань, Уруп и Бечуг. Климат — влажный умеренный, с жарким летом и прохладной зимой.

## История
Успенский район был образован 2 июня 1924 года в составе Армавирского округа Юго-Восточной области. В его состав вошла часть территории упразднённого Армавирского отдела Кубано-Черноморской области.
Первоначально район включал в себя 24 сельских совета: Братско-Опочиновский, Врёвский, Галицынский, Гусаровский, Западный, Егорлыкский, Карамурзинский, Коноковский (с. Коноково), Коноковский (аул Коноковский), Кургоковский, Ливонский, Маламинский, Марьинский, Надзорненский, Николаевский, Новокавказский, Овечковский, Пантелеймоновский, Пискуновский, Союз Южных Хуторов (х. Великобратский), Трёхсельский, Убеженский, Урупский и Успенский.
- С 16 ноября 1924 года район в составе Северо-Кавказского края.
- 6 ноября 1929 года район был упразднён, а его территория поделена между Армавирским, Отрадненским и Невинномысским районами.
- 31 декабря 1934 года район был восстановлен.
- С 13 сентября 1937 года Успенский район в составе Краснодарского края.
- С 28 апреля 1962 года по 21 февраля 1975 года Успенский район был упразднён, а его территория включена в состав Новокубанского района.
- В 1993 году была прекращена деятельность сельских Советов, территории сельских администраций преобразованы в сельские округа.
- В 2005 году в муниципальном районе в границах сельских округов были образованы 10 сельских поселений.

## Население
| 1939    | 1959    | 1979    | 1989    | 2002    | 2006    | 2010    | 2011    | 2012    |
| ------- | ------- | ------- | ------- | ------- | ------- | ------- | ------- | ------- |
| 24 679  | ↗34 923 | ↗36 055 | ↗36 697 | ↗40 873 | ↗41 109 | ↗41 273 | ↘41 207 | ↘41 170 |
| 2013    | 2014    | 2015    | 2016    | 2017    | 2018    | 2019    | 2020    | 2021    |
| ↘41 100 | ↘40 861 | ↗40 879 | ↗40 896 | ↘40 807 | ↘40 587 | ↘40 100 | ↘39 805 | ↘39 420 |
| 2023    | 2025    |         |         |         |         |         |         |         |
| ↘38 864 | ↘38 426 |         |         |         |         |         |         |         |

Национальный состав
По итогам переписи населения 2020 года проживали следующие национальности (национальности менее 0,1 % и другое см. в сноске к строке «Другие»):
| Национальность | Численность, чел. | Доля     |
| -------------- | ----------------- | -------- |
| Русские        | 32 629            | 82,77 %  |
| Черкесы        | 2981              | 7,56 %   |
| Армяне         | 1809              | 4,59 %   |
| Греки          | 359               | 0,91 %   |
| Цыгане         | 291               | 0,74 %   |
| Чеченцы        | 151               | 0,38 %   |
| Украинцы       | 139               | 0,35 %   |
| Азербайджанцы  | 88                | 0,22 %   |
| Адыгейцы       | 62                | 0,16 %   |
| Грузины        | 61                | 0,15 %   |
| Татары         | 59                | 0,15 %   |
| Немцы          | 58                | 0,15 %   |
| Другие         | 733               | 1,87 %   |
| Итого          | 39 420            | 100,00 % |

Половозрастной состав
По данным Всероссийской переписи населения 2010 года:
| Возраст     | Мужчины, чел. | Женщины, чел. | Общая численность, чел. | Доля от всего населения, % |
| ----------- | ------------- | ------------- | ----------------------- | -------------------------- |
| 0 — 14 лет  | 3 782         | 3 572         | 7 354                   | 17,82 %                    |
| 15 — 59 лет | 12 760        | 13 620        | 26 380                  | 63,91 %                    |
| от 60 лет   | 2 660         | 4 879         | 7 539                   | 18,27 %                    |
| Всего       | 19 202        | 22 071        | 41 273                  | 100,0 %                    |

Мужчины — 19 202 чел. (46,5 %). Женщины — 22 071 чел. (53,5 %).
Средний возраст населения: 38,1 лет. Средний возраст мужчин: 35,6 лет. Средний возраст женщин: 40,3 лет.
Медианный возраст населения: 37,0 лет. Медианный возраст мужчин: 34,5 лет. Медианный возраст женщин: 39,4 лет.

## Административно-муниципальное устройство
В рамках административно-территориального устройства края, Успенский район включает 10 сельских округов.
В рамках организации местного самоуправления в Успенский район входят 10 муниципальных образований со статусом сельских поселений:
| №  | Муниципальное образование       | Административный центр | Количество населённых пунктов | Население (чел.) | Площадь (км²) |
| -- | ------------------------------- | ---------------------- | ----------------------------- | ---------------- | ------------- |
| 1  | Веселовское сельское поселение  | хутор Весёлый          | 4                             | ↘1253            | 184,17        |
| 2  | Вольненское сельское поселение  | село Вольное           | 4                             | ↘6679            | 53,93         |
| 3  | Коноковское сельское поселение  | село Коноково          | 1                             | ↘8235            | 75,33         |
| 4  | Кургоковское сельское поселение | аул Кургоковский       | 1                             | ↘450             | 17,16         |
| 5  | Маламинское сельское поселение  | село Маламино          | 4                             | ↘1517            | 72,38         |
| 6  | Николаевское сельское поселение | станица Николаевская   | 1                             | ↘1491            | 163,82        |
| 7  | Трёхсельское сельское поселение | село Трёхсельское      | 4                             | ↘1972            | 123,71        |
| 8  | Убеженское сельское поселение   | станица Убеженская     | 4                             | ↘1956            | 191,99        |
| 9  | Урупское сельское поселение     | аул Урупский           | 2                             | ↘2083            | 74,41         |
| 10 | Успенское сельское поселение    | село Успенское         | 7                             | ↘13 228          | 173,08        |

## Населённые пункты
Распределение населения района
 с. Успенское (29,37 %) с. Коноково (21,43 %) с. Вольное (9,73 %) с. Марьино (5,65 %) а. Урупский (4,49 %) Остальные (29,33 %)
В Успенском районе 32 населённых пункта:
| №  | Населённый пункт  | Тип     | Население | Муниципальное образование       |
| -- | ----------------- | ------- | --------- | ------------------------------- |
| 1  | Белецкий          | хутор   | ↘217      | Успенское сельское поселение    |
| 2  | Весёлый           | хутор   | ↗1271     | Веселовское сельское поселение  |
| 3  | Вольное           | село    | ↗3739     | Вольненское сельское поселение  |
| 4  | Вольность         | хутор   | ↘195      | Маламинское сельское поселение  |
| 5  | Воронежский       | хутор   | ↘241      | Трёхсельское сельское поселение |
| 6  | Державный         | хутор   | ↘377      | Убеженское сельское поселение   |
| 7  | Дивный            | посёлок | ↗682      | Вольненское сельское поселение  |
| 8  | Западный          | хутор   | ↘225      | Убеженское сельское поселение   |
| 9  | Заречный          | посёлок | ↘433      | Вольненское сельское поселение  |
| 10 | Карс              | хутор   | ↘82       | Маламинское сельское поселение  |
| 11 | Коноково          | село    | ↘8235     | Коноковское сельское поселение  |
| 12 | Коноковский       | аул     | ↗539      | Урупское сельское поселение     |
| 13 | Кургоковский      | аул     | ↘450      | Кургоковское сельское поселение |
| 14 | Лесной            | посёлок | ↗42       | Веселовское сельское поселение  |
| 15 | Лок               | хутор   | ↘83       | Успенское сельское поселение    |
| 16 | Маламино          | село    | ↗1547     | Маламинское сельское поселение  |
| 17 | Марьино           | село    | ↗2171     | Вольненское сельское поселение  |
| 18 | Мичуринский       | посёлок | ↘1514     | Успенское сельское поселение    |
| 19 | Николаевская      | станица | ↘1491     | Николаевское сельское поселение |
| 20 | Новенький         | хутор   | ↘196      | Убеженское сельское поселение   |
| 21 | Новоурупское      | село    | ↘580      | Трёхсельское сельское поселение |
| 22 | Пантелеймоновское | село    | ↘183      | Трёхсельское сельское поселение |
| 23 | Первокубанский    | хутор   | →0        | Маламинское сельское поселение  |
| 24 | Подковский        | хутор   | ↘64       | Успенское сельское поселение    |
| 25 | Приозёрный        | хутор   | ↘19       | Веселовское сельское поселение  |
| 26 | Серединский       | хутор   | ↘130      | Веселовское сельское поселение  |
| 27 | Трёхсельское      | село    | ↘1253     | Трёхсельское сельское поселение |
| 28 | Убеженская        | станица | ↘1140     | Убеженское сельское поселение   |
| 29 | Украинский        | хутор   | ↘466      | Успенское сельское поселение    |
| 30 | Урупский          | аул     | ↘1725     | Урупское сельское поселение     |
| 31 | Успенский         | хутор   | ↘32       | Успенское сельское поселение    |
| 32 | Успенское         | село    | ↘11 286   | Успенское сельское поселение    |

## Экономика
Основу экономики Успенского района составляют: сельское хозяйство — 46 %, промышленность — 41 %, торговля — 11 % и строительство — 1 %.
Всего в районе на 2008 год производственной деятельностью занимались: 3 акционерных общества, 5 обществ с ограниченной ответственностью и 172 крестьянско-фермерских хозяйства.